# Indy Pro 2000 Championship 2021
Het Indy Pro 2000 Championship 2021 was het 23e kampioenschap van het Indy Pro 2000 Championship en het derde onder deze naam. Regerend kampioen Sting Ray Robb is overgestapt naar de Indy Lights. Christian Rasmussen werd kampioen met zeven overwinningen.

## Teams en rijders
| Team                                  | Nr | Coureur             | Races     |
| ------------------------------------- | -- | ------------------- | --------- |
| Abel Motorsports                      | 51 | Jacob Abel          | Alle      |
| DEForce Racing                        | 7  | Cameron Shields     | 1–4       |
| DEForce Racing                        | 7  | Kory Enders         | 13        |
| DEForce Racing                        | 8  | Nolan Siegel        | 13        |
| Exclusive Autosport                   | 42 | Artjom Petrov       | Alle      |
| Exclusive Autosport                   | 44 | Christian Brooks    | 17-18     |
| Exclusive Autosport                   | 91 | Braden Eves         | Alle      |
| Jay Howard Driver Development         | 1  | Christian Rasmussen | Alle      |
| Jay Howard Driver Development         | 5  | Wyatt Brichacek     | Alle      |
| Juncos Racing Juncos Hollinger Racing | 21 | Kyffin Simpson      | 1-16      |
| Juncos Racing Juncos Hollinger Racing | 22 | Manuel Sulaimán     | 1-16      |
| Juncos Racing Juncos Hollinger Racing | 22 | Enaam Ahmed         | 17-18     |
| Juncos Racing Juncos Hollinger Racing | 55 | Reece Gold          | Alle      |
| Legacy Autosport                      | 20 | Flinn Lazier        | 1-4       |
| Miller Vinatieri Motorsports          | 40 | Jack William Miller | Alle      |
| Pabst Racing                          | 18 | Hunter McElrea      | Alle      |
| Pabst Racing                          | 19 | Jordan Missig       | 17-18     |
| Pabst Racing                          | 27 | Colin Kaminsky      | 1-7       |
| RP Motorsport USA                     | 74 | Enzo Fittipaldi     | 1-4       |
| RP Motorsport USA                     | 77 | Enaam Ahmed         | 1-8       |
| Turn 3 Motorsport                     | 3  | James Roe jr.       | Alle      |
| Velocity Racing Development           | 11 | Hunter Yeany        | 1-4, 9-12 |

## Kalender en uitslagen
Op 22 oktober 2020 werd de kalender voor het seizoen 2021 bekendgemaakt. Later werd het weekend dat oorspronkelijk gepland stond op het Stratencircuit Toronto vervangen door een tweede weekend op de Mid-Ohio Sports Car Course. Het seizoen bestaat uit achttien races: twee ovals, twee stratencircuits en veertien wegraces. De race op de Lucas Oil Raceway ging op 28 mei van start, maar moest gestaakt worden vanwege regenval en werd op 29 mei uitgereden.
| Race | Datum       | Circuit                                     | Locatie            | Pole position       | Snelste ronde       | Meeste ronden aan de leiding | Winnaar             | Team                          |
| ---- | ----------- | ------------------------------------------- | ------------------ | ------------------- | ------------------- | ---------------------------- | ------------------- | ----------------------------- |
| 1    | 17 april    | Barber Motorsports Park                     | Birmingham, AL     | Braden Eves         | Christian Rasmussen | Braden Eves                  | Braden Eves         | Exclusive Autosport           |
| 2    | 18 april    | Barber Motorsports Park                     | Birmingham, AL     | Christian Rasmussen | Christian Rasmussen | Christian Rasmussen          | Hunter McElrea      | Pabst Racing                  |
| 3    | 24 april    | Stratencircuit Saint Petersburg             | St. Petersburg, FL | Braden Eves         | Jack William Miller | Braden Eves                  | Braden Eves         | Exclusive Autosport           |
| 4    | 25 april    | Stratencircuit Saint Petersburg             | St. Petersburg, FL | Hunter McElrea      | Christian Rasmussen | Christian Rasmussen          | Christian Rasmussen | Jay Howard Driver Development |
| 5    | 14 mei      | Indianapolis Motor Speedway (binnencircuit) | Speedway, IN       | Reece Gold          | Reece Gold          | Braden Eves                  | Christian Rasmussen | Jay Howard Driver Development |
| 6    | 15 mei      | Indianapolis Motor Speedway (binnencircuit) | Speedway, IN       | Reece Gold          | Christian Rasmussen | Artjom Petrov                | Artjom Petrov       | Exclusive Autosport           |
| 7    | 15 mei      | Indianapolis Motor Speedway (binnencircuit) | Speedway, IN       | Reece Gold          | Enaam Ahmed         | Christian Rasmussen          | Christian Rasmussen | Jay Howard Driver Development |
| 8    | 28-29 mei   | Lucas Oil Raceway                           | Brownsburg, IN     | Reece Gold          | Reece Gold          | Reece Gold                   | Christian Rasmussen | Jay Howard Driver Development |
| 9    | 19 juni     | Road America                                | Elkhart Lake, WI   | Manuel Sulaimán     | Jacob Abel          | Manuel Sulaimán              | Manuel Sulaimán     | Juncos Racing                 |
| 10   | 20 juni     | Road America                                | Elkhart Lake, WI   | Manuel Sulaimán     | Christian Rasmussen | Christian Rasmussen          | Christian Rasmussen | Jay Howard Driver Development |
| 11   | 3 juli      | Mid-Ohio Sports Car Course                  | Lexington, OH      | Christian Rasmussen | Christian Rasmussen | Christian Rasmussen          | Christian Rasmussen | Jay Howard Driver Development |
| 12   | 4 juli      | Mid-Ohio Sports Car Course                  | Lexington, OH      | Hunter McElrea      | Kyffin Simpson      | Hunter McElrea               | Hunter McElrea      | Pabst Racing                  |
| 13   | 21 augustus | World Wide Technology Raceway               | Madison, IL        | James Roe jr.       | Christian Rasmussen | Braden Eves                  | Braden Eves         | Exclusive Autosport           |
| 14   | 28 augustus | New Jersey Motorsports Park                 | Millville, NJ      | Reece Gold          | Reece Gold          | Reece Gold                   | Reece Gold          | Juncos Hollinger Racing       |
| 15   | 29 augustus | New Jersey Motorsports Park                 | Millville, NJ      | Hunter McElrea      | Jacob Abel          | Artjom Petrov                | Artjom Petrov       | Exclusive Autosport           |
| 16   | 29 augustus | New Jersey Motorsports Park                 | Millville, NJ      | Hunter McElrea      | Christian Rasmussen | Hunter McElrea               | Hunter McElrea      | Pabst Racing                  |
| 17   | 2 oktober   | Mid-Ohio Sports Car Course                  | Lexington, OH      | Artjom Petrov       | Hunter McElrea      | Christian Rasmussen          | Christian Rasmussen | Jay Howard Driver Development |
| 18   | 3 oktober   | Mid-Ohio Sports Car Course                  | Lexington, OH      | Hunter McElrea      | Jacob Abel          | James Roe jr.                | James Roe jr.       | Turn 3 Motorsport             |

## Kampioenschap
| Pos | Rijder              | ALA | ALA | STP | STP | IMS | IMS | IMS | LOR | ROA | ROA | MOH1 | MOH1 | GMP | NJMP | NJMP | NJMP | MOH2 | MOH2 | Punten |
| --- | ------------------- | --- | --- | --- | --- | --- | --- | --- | --- | --- | --- | ---- | ---- | --- | ---- | ---- | ---- | ---- | ---- | ------ |
| 1   | Christian Rasmussen | 13  | 2*  | 2   | 1*  | 1   | 9   | 1*  | 1   | 10  | 1*  | 1*   | 5    | 2   | 3    | 9    | 9    | 1*   | 3    | 445    |
| 2   | Braden Eves         | 1*  | 4   | 1*  | 6   | 2*  | 2   | 3   | 4   | 4   | 4   | 5    | 9    | 1*  | 7    | 3    | 2    | 3    | 10   | 407    |
| 3   | Hunter McElrea      | 6   | 1   | 3   | 4   | 10  | 8   | 7   | 5   | 7   | 6   | 4    | 1*   | 3   | 2    | 2    | 1*   | 7    | 6    | 378    |
| 4   | Artjom Petrov       | 2   | 3   | 4   | 8   | 5   | 1*  | 5   | 7   | 2   | 11  | 2    | 2    | 12  | 9    | 1*   | 3    | 2    | 4    | 374    |
| 5   | Reece Gold          | 3   | 13  | 6   | 3   | 3   | 4   | 2   | 2*  | 5   | 2   | 6    | 4    | 8   | 1*   | 4    | 10   | 4    | 11   | 366    |
| 6   | Jacob Abel          | 8   | 5   | 15  | 7   | 6   | 7   | 13  | 6   | 3   | 5   | 3    | 6    | 6   | 5    | 5    | 4    | 6    | 9    | 292    |
| 7   | James Roe jr.       | 15  | 11  | 13  | 16  | 8   | 10  | 11  | 11  | 6   | 10  | 8    | 11   | 4   | 6    | 10   | 5    | 11   | 1*   | 241    |
| 8   | Kyffin Simpson      | 11  | 17  | 10  | 14  | 4   | 3   | 6   | 8   | 11  | 3   | 7    | 3    | 11  | 10   | 8    | 7    |      |      | 231    |
| 9   | Manuel Sulaimán     | DSQ | 8   | 5   | 2   | 9   | 11  | 8   | 3   | 1*  | 7   | 12   | 7    | 7   | Wth  | Wth  | Wth  |      |      | 214    |
| 10  | Wyatt Brichacek     | 14  | 6   | 8   | 15  | 12  | 13  | 12  | 10  | 12  | 9   | 10   | 10   | 10  | 8    | 6    | 6    | 9    | 8    | 212    |
| 11  | Jack William Miller | 16  | 14  | 12  | 13  | 11  | 6   | 9   | 9   | 9   | DNS | 9    | 8    | 13  | 4    | 7    | 8    | 12   | 7    | 203    |
| 12  | Enaam Ahmed         | 5   | 9   | 7   | 9   | 13  | 5   | 4   | Wth |     |     |      |      |     |      |      |      | 8    | 2    | 138    |
| 13  | Colin Kaminsky      | 7   | 7   | 9   | 5   | 7   | 12  | 10  |     |     |     |      |      |     |      |      |      |      |      | 91     |
| 14  | Hunter Yeany        | 10  | 12  | 16  | 12  |     |     |     |     | 8   | 8   | 11   | 12   |     |      |      |      |      |      | 79     |
| 15  | Cameron Shields     | 4   | 15  | 14  | 10  |     |     |     |     |     |     |      |      |     |      |      |      |      |      | 43     |
| 16  | Flinn Lazier        | 9   | 16  | 11  | 11  |     |     |     |     |     |     |      |      |     |      |      |      |      |      | 37     |
| 17  | Christian Brooks    |     |     |     |     |     |     |     |     |     |     |      |      |     |      |      |      | 5    | 5    | 34     |
| 18  | Nolan Siegel        |     |     |     |     |     |     |     |     |     |     |      |      | 5   |      |      |      |      |      | 26     |
| 19  | Enzo Fittipaldi     | 12  | 10  | DNS | DNS |     |     |     |     |     |     |      |      |     |      |      |      |      |      | 20     |
| 20  | Jordan Missig       |     |     |     |     |     |     |     |     |     |     |      |      |     |      |      |      | 10   | 12   | 20     |
| 21  | Kory Enders         |     |     |     |     |     |     |     |     |     |     |      |      | 9   |      |      |      |      |      | 18     |
| Pos | Rijder              | ALA | ALA | STP | STP | IMS | IMS | IMS | LOR | ROA | ROA | MOH1 | MOH1 | GMP | NJMP | NJMP | NJMP | MOH2 | MOH2 | Punten |

| Kleur       | Resultaat                       |
| ----------- | ------------------------------- |
| Goud        | Winnaar                         |
| Zilver      | 2de plaats                      |
| Brons       | 3de plaats                      |
| Groen       | 4de en 5de plaats               |
| Lichtblauw  | 6de–10de plaats                 |
| Donkerblauw | Gefinisht (buiten de Top 10)    |
| Paars       | Niet gefinisht                  |
| Rood        | Niet gekwalificeerd (DNQ)       |
| Bruin       | Teruggetrokken (Wth)            |
| Zwart       | Gediskwalificeerd (DSQ)         |
| Wit         | Niet Gestart (DNS)              |
| Blank       | Nam geen deel aan de race (DNP) |
| Blank       | Niet geracet                    |

| Toegevoegde info |                                       |
| vet              | Pole positie (1 punt)                 |
| cursief          | Snelste ronde (1 punt)                |
| *                | Meeste ronden aan de leiding (1 punt) |

| Kleur       | Resultaat                       |
| ----------- | ------------------------------- |
| Goud        | Winnaar                         |
| Zilver      | 2de plaats                      |
| Brons       | 3de plaats                      |
| Groen       | 4de en 5de plaats               |
| Lichtblauw  | 6de–10de plaats                 |
| Donkerblauw | Gefinisht (buiten de Top 10)    |
| Paars       | Niet gefinisht                  |
| Rood        | Niet gekwalificeerd (DNQ)       |
| Bruin       | Teruggetrokken (Wth)            |
| Zwart       | Gediskwalificeerd (DSQ)         |
| Wit         | Niet Gestart (DNS)              |
| Blank       | Nam geen deel aan de race (DNP) |
| Blank       | Niet geracet                    |

| Toegevoegde info |                                       |
| vet              | Pole positie (1 punt)                 |
| cursief          | Snelste ronde (1 punt)                |
| *                | Meeste ronden aan de leiding (1 punt) |

| Positie       | 1  | 2  | 3  | 4  | 5  | 6  | 7  | 8  | 9  | 10 | 11 | 12 | 13 | 14 | 15 | 16 | 17 | 18 | 19 | 20 |
| ------------- | -- | -- | -- | -- | -- | -- | -- | -- | -- | -- | -- | -- | -- | -- | -- | -- | -- | -- | -- | -- |
| Punten        | 30 | 25 | 22 | 19 | 17 | 15 | 14 | 13 | 12 | 11 | 10 | 9  | 8  | 7  | 6  | 5  | 4  | 3  | 2  | 1  |
| Punten (Oval) | 45 | 38 | 33 | 29 | 26 | 23 | 21 | 20 | 18 | 17 | 15 | 14 | 12 | 11 | 9  | 8  | 6  | 5  | 4  | 2  |

1991 · 1992 · 1993 · 1994 · 1995 · 1996 · 1997 · 1998 · 1999 · 2000 · 2001 · 2002 · 2003 · 2004 · 2005 · 2006 · 2007 · 2008 · 2009 · 2010 · 2011 · 2012 · 2013 · 2014 · 2015 · 2016 · 2017 · 2018 · 2019 · 2020 · 2021 · 2022 · 2023 · 2024 · 2025